# Större vinbärsbrunmal
Större vinbärsbrunmal (Euhyponomeutoides ribesiellus) är en fjärilsart som först beskrevs av J. de Joannis 1900.  Större vinbärsbrunmal ingår i släktet Euhyponomeutoides, och familjen spinnmalar. Arten är reproducerande i Sverige.